# Colchicum heldreichii
Colchicum heldreichii är en tidlöseväxtart som beskrevs av Karin Persson. Colchicum heldreichii ingår i släktet tidlösor, och familjen tidlöseväxter. Inga underarter finns listade i Catalogue of Life.